# Germering
Germering település Németországban, azon belül Bajorországban. Lakosainak száma 41 822 fő (2023. december 31.).

## Népesség
A település népessége az elmúlt években az alábbi módon változott:
| Lakosok száma | 25 261 | 34 968 | 37 972 | 38 478 | 38 670 | 40 039 | 40 285 | 41 387 | 40 461 | 41 822 |
|               | 1970   | 1987   | 2011   | 2013   | 2014   | 2016   | 2017   | 2020   | 2021   | 2023   |

## Fekvése
Starnbergtől északra fekvő település.

## Története
Területe már a késő neolitikum, kora bronzkor, majd később a római kor alatt is lakott volt, az itt feltárt régészeti leletek alapján.
Nevét először 859 és 864 között említették az írásos források. A kora középkorban már említve volt Szent Márton-temploma is. Germering 1422-ben a településtől nyugatra eső Allingi csatamezőn Ernő bajor hercegnek Szakállas Lajos német-római császár csapatai fölött aratott győzelmekor itt életre-halálra folyó harcok során elpusztult. 1448-ban a két várost említik először a Starnbergi bírósági kerület tagjaként.

## Galéria

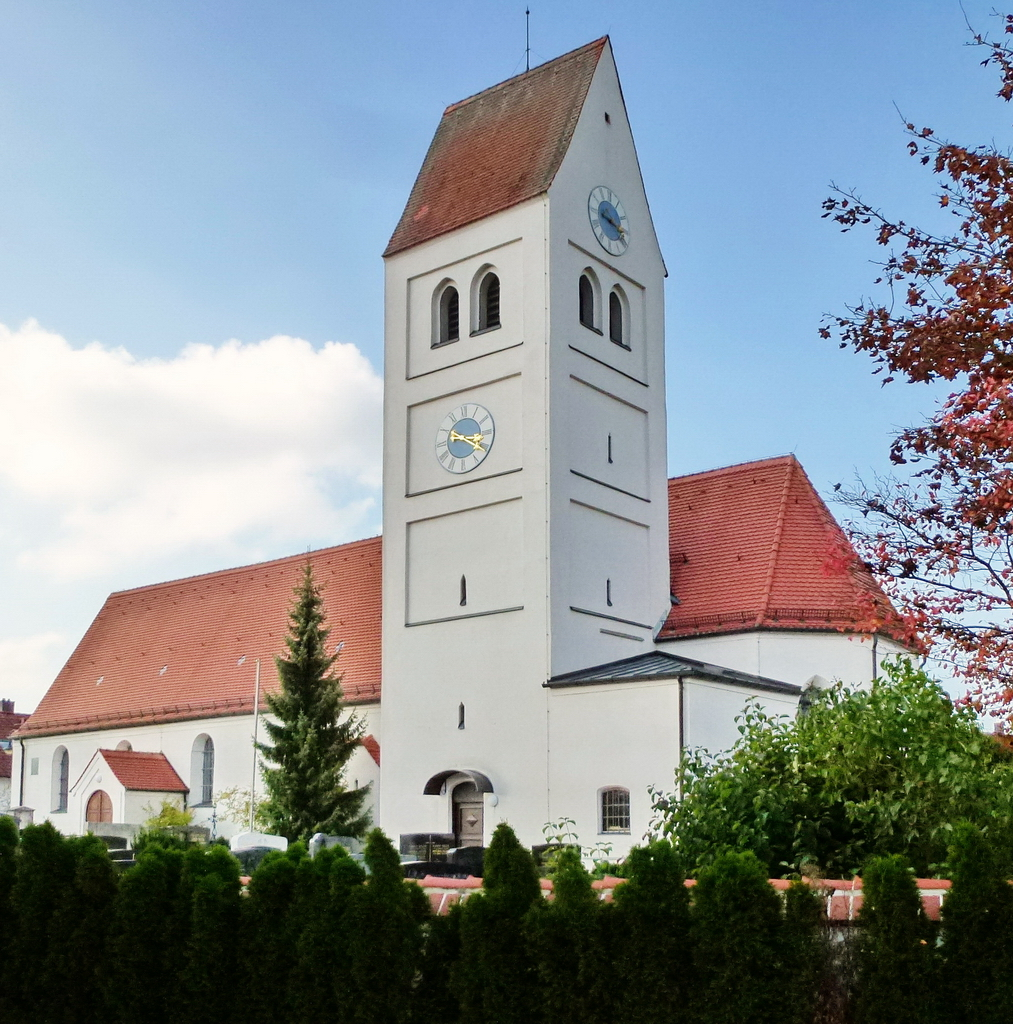
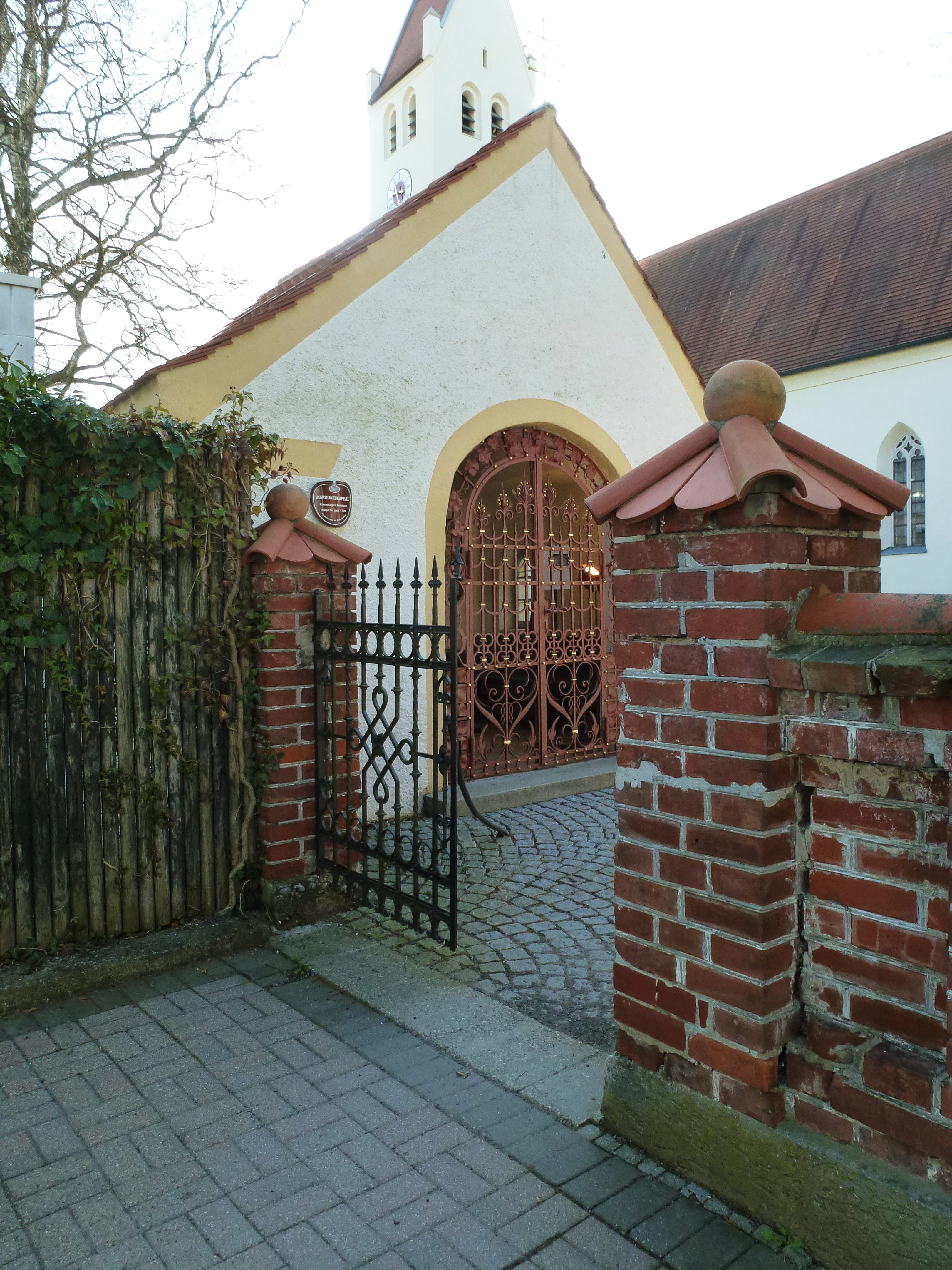
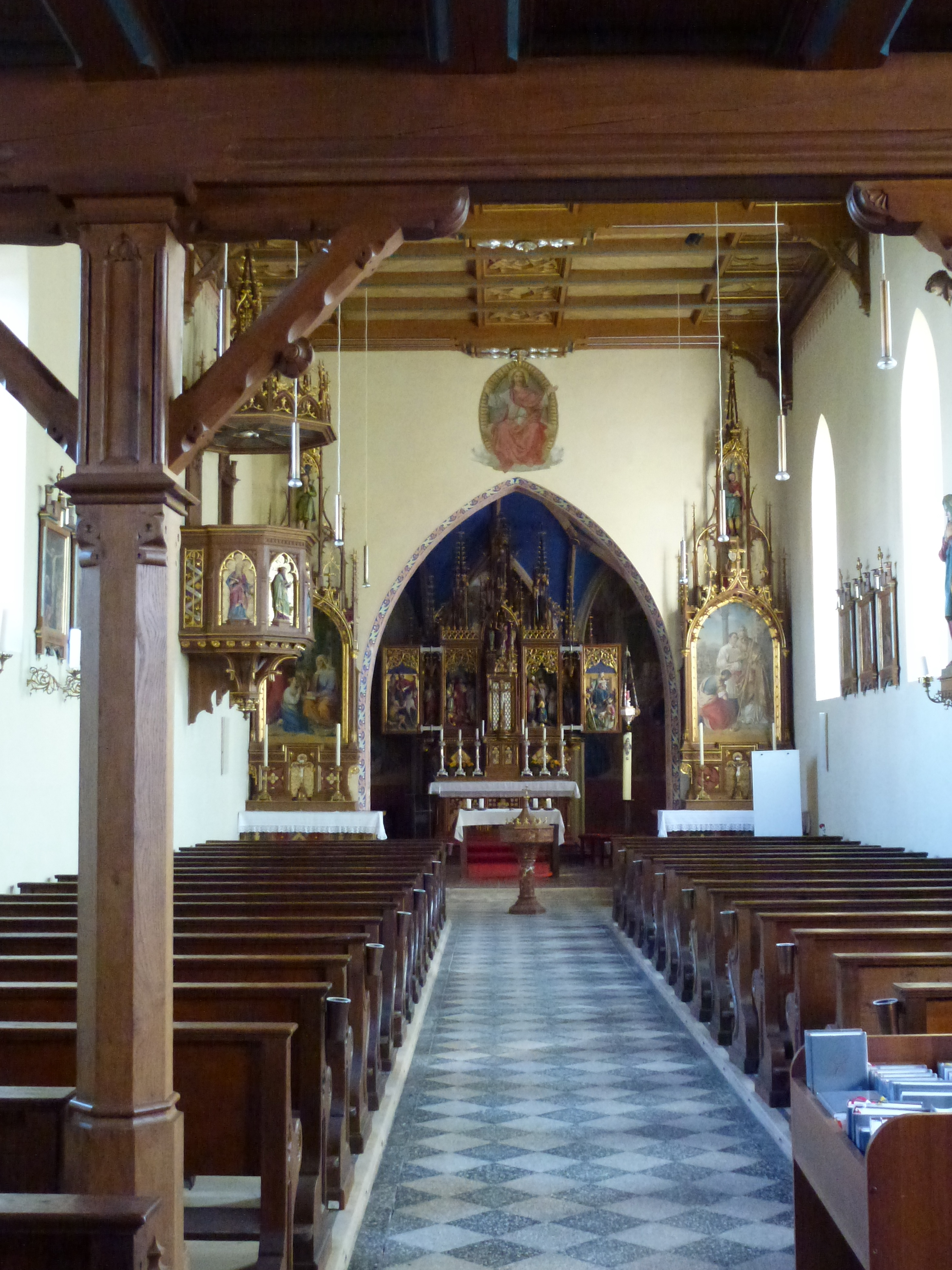
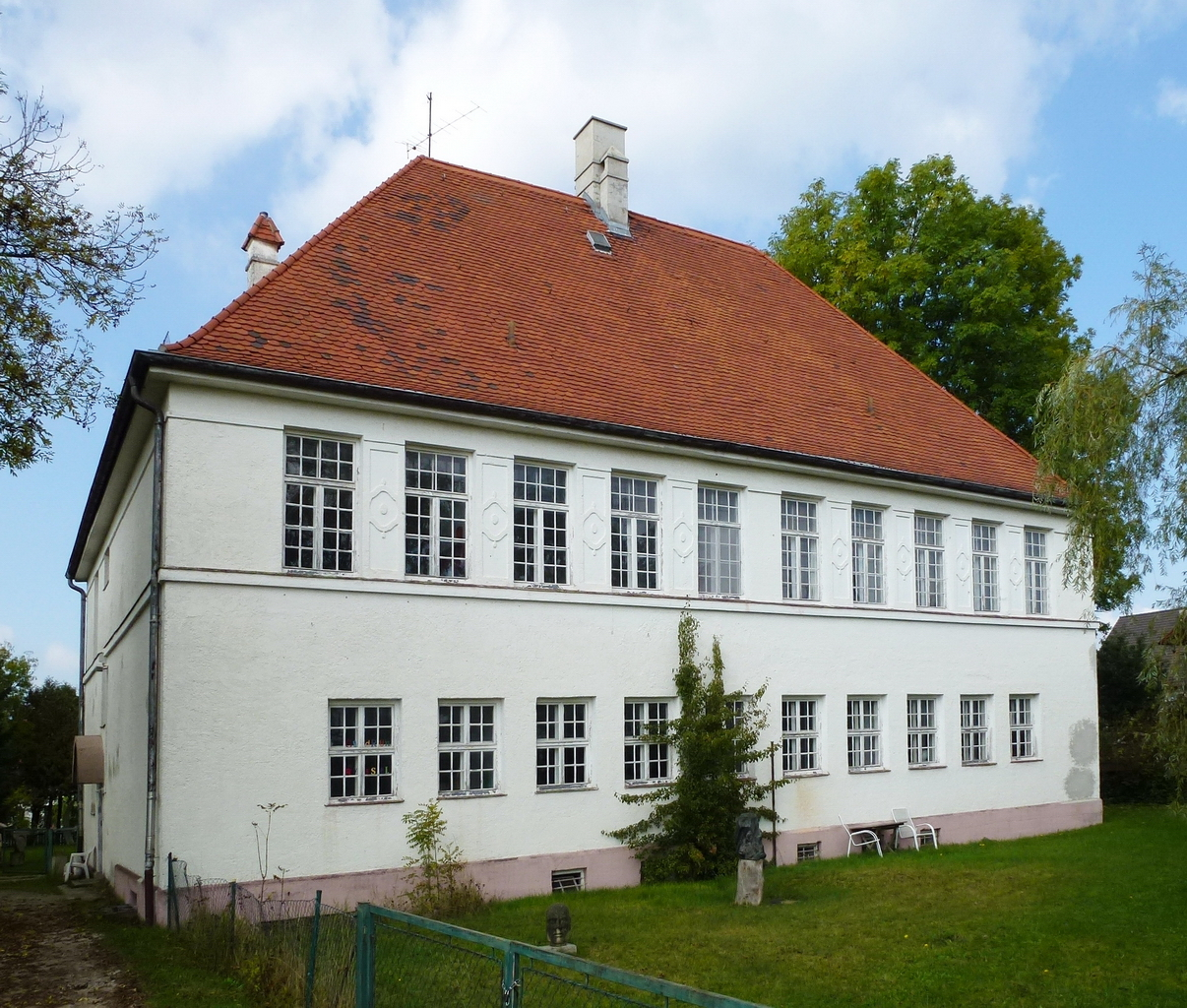
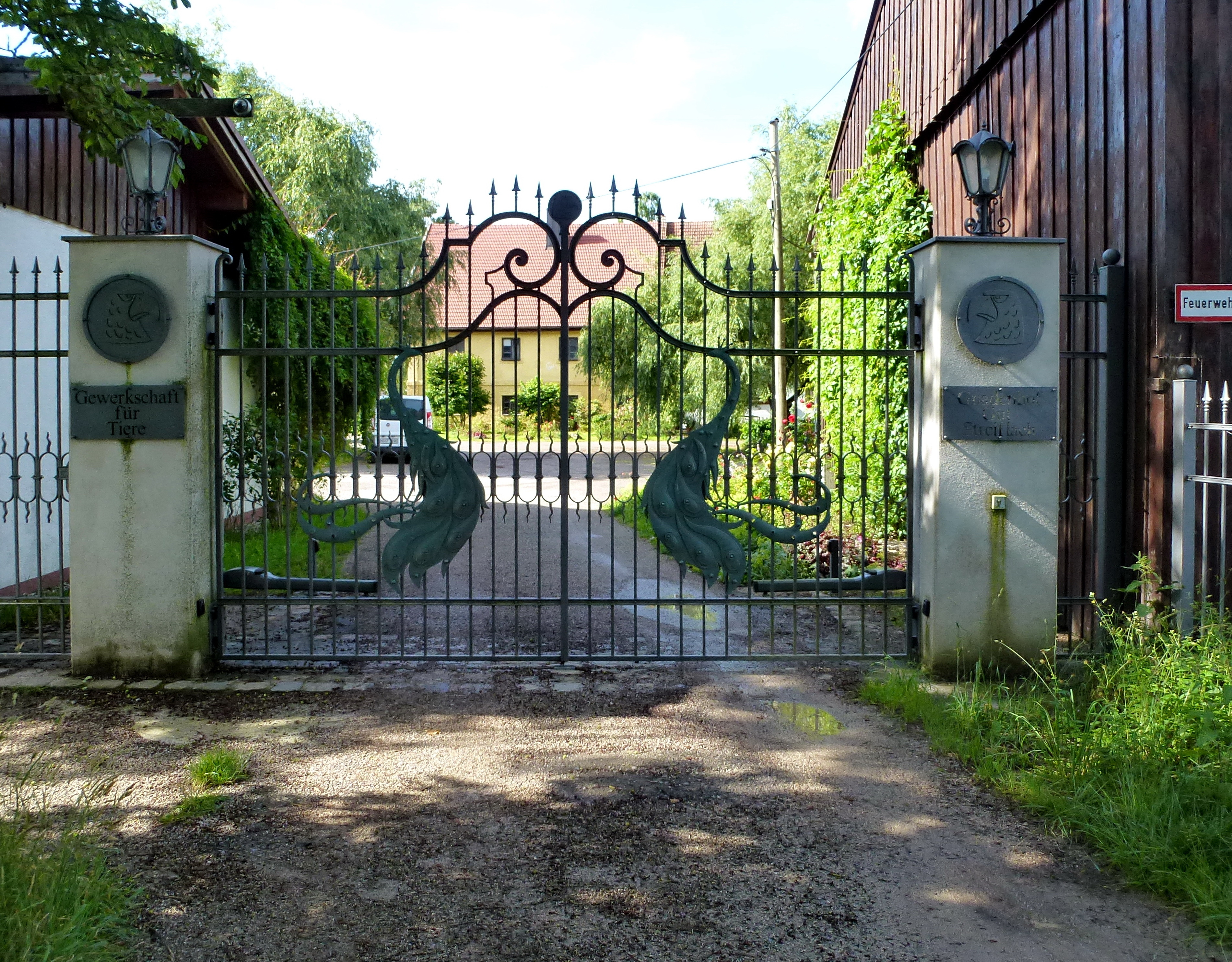
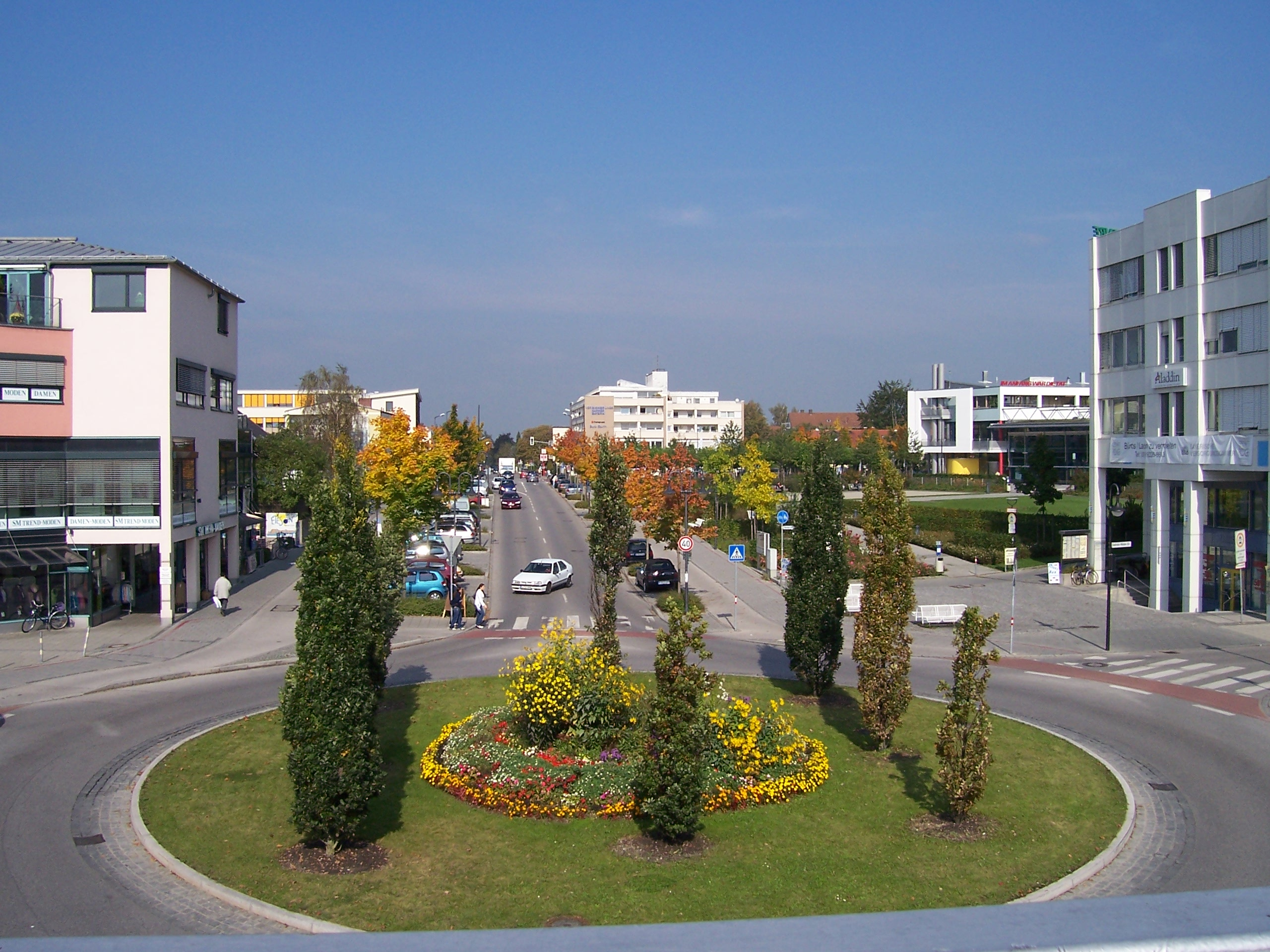
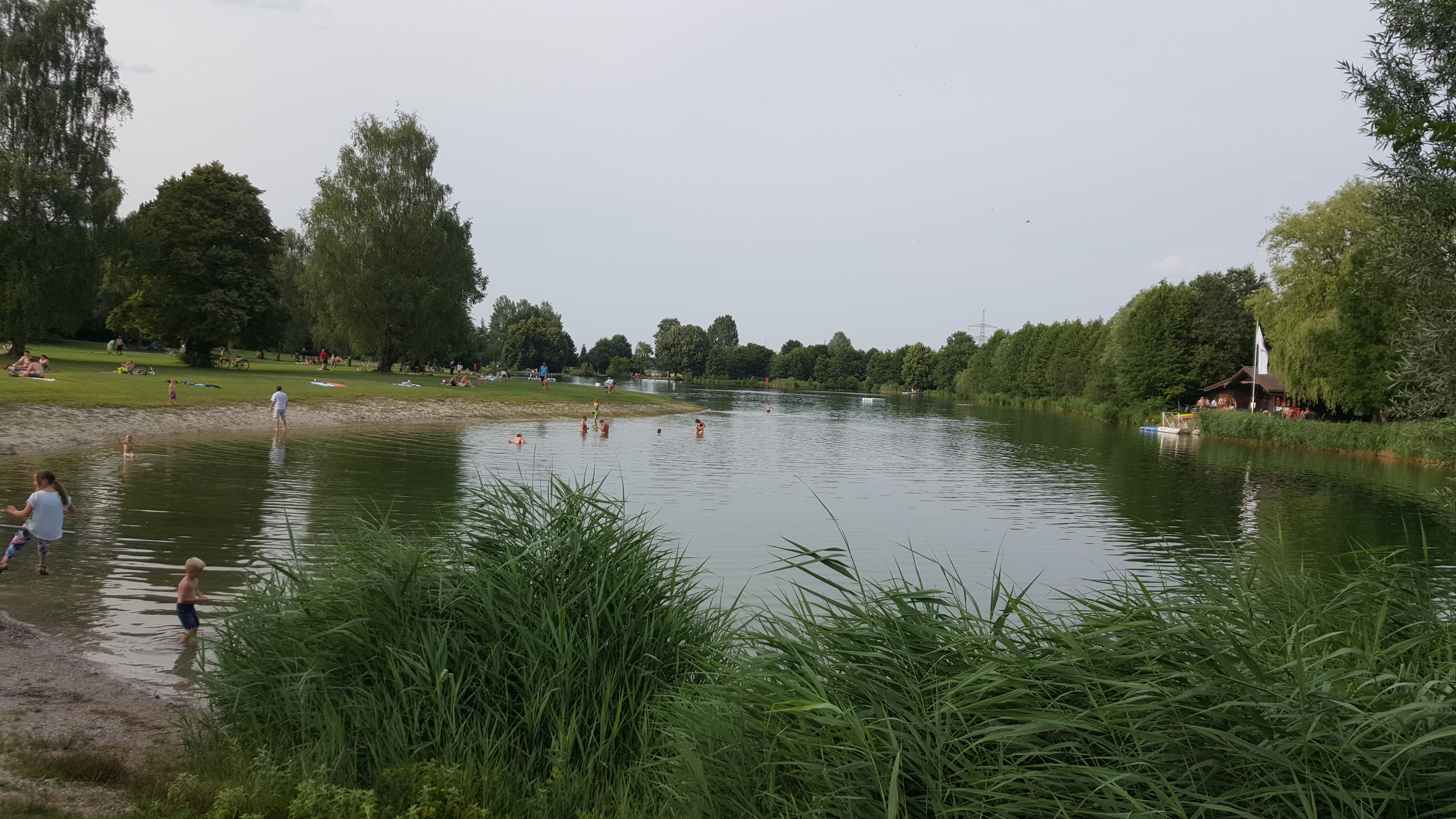
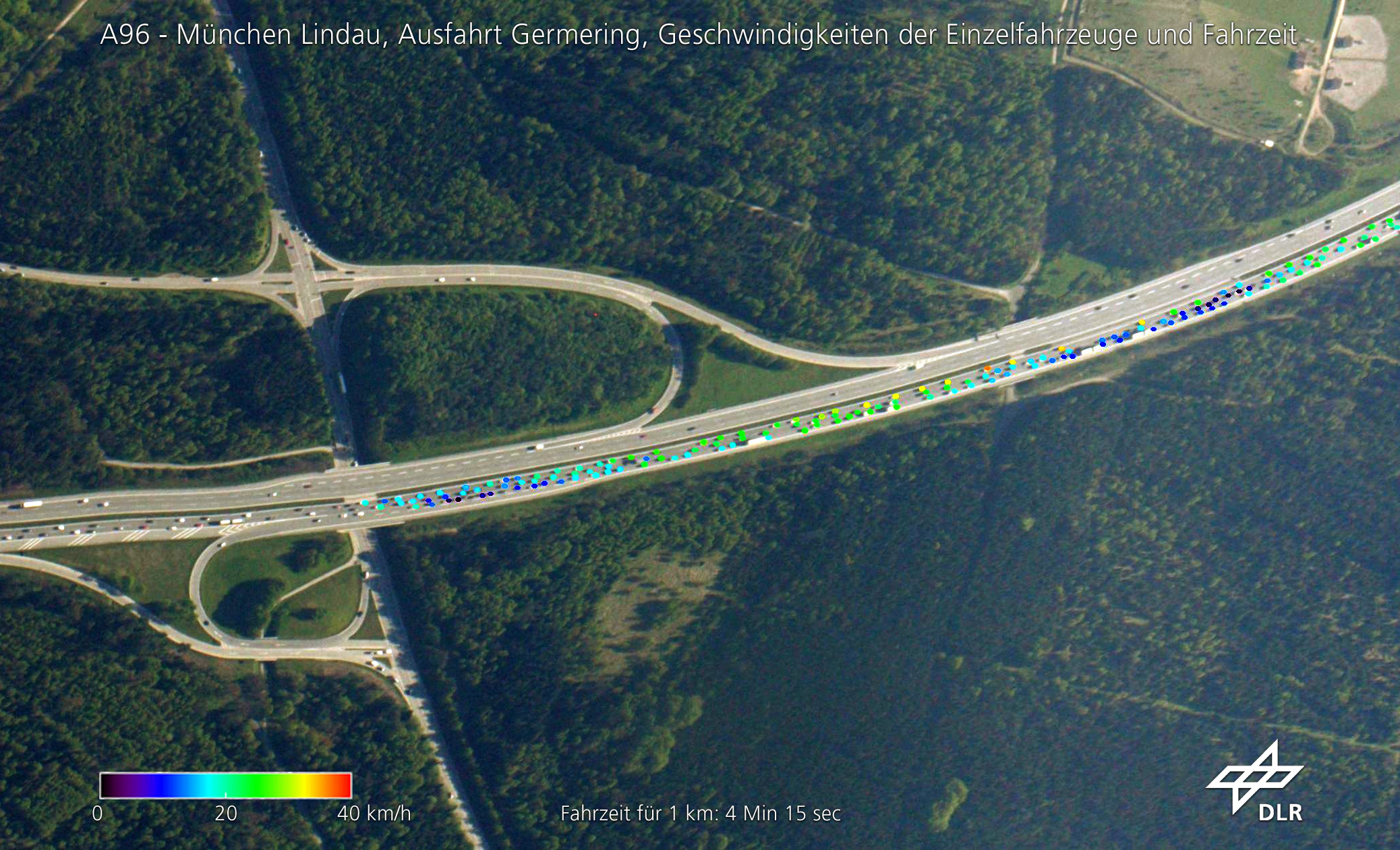

## Nevezetességek
- Szt. Jakab templom
- Szt. Márton templom